# 橋本滋男
橋本 滋男（はしもと しげお、1935年6月14日 - 2008年12月26日）は、日本の聖書学者。同志社大学名誉教授。

## 来歴
1959年同志社大学神学部卒業、1964年同大学院博士課程中退、プリンストン神学校神学博士。同志社大学神学部教授を務め、2006年定年。
2008年12月26日、くも膜下出血のため死去。

## 著書
- 『イエスとマタイ福音書』（教文館、聖書の研究シリーズ） 1994年12月
- 『ちんぷんかんぷん! it's Greek! 聖書ギリシア語おもしろ講座』（日本キリスト教団出版局） 2005年3月
- 『聖書のことば・あれこれ検索』（キリスト新聞社） 2005年6月
- 『福音書からイエスへ』（キリスト新聞社） 2006年3月
- 『福音書のイエスと教会 - 聖書、その表と裏と（橋本滋男著作撰集）』（日本キリスト教団出版局） 2012年3月

## 翻訳
- 『マルコによる福音書』（P・S・マイネア、日本基督教団出版部、聖書講解全書17） 1964年
- 『史的イエスとキリスト論』（R・ブルトマン、飯峯明共訳、理想社、宗教思想選書） 1965年
- 『新約聖書の本文研究』（ブルース・M・メツガー、聖文舎） 1973年
- 『イエスの招き マタイ福音書の研究』（H・R・ウェーバー、日本基督教団出版局） 1974年
- 『創造』（W・フェルスター、教文館、キッテル新約聖書神学辞典4） 1977年11月
- 『ネストレ＝アーラント ギリシア語新約聖書（第26版）』（クルト・アーラント, バルバラ・アーラント序文、津村春英共訳、日本聖書協会） 1991年
- 『新約聖書の本文研究』（B・M・メツガー、日本基督教団出版局） 1999年7月
- 『イエスの復活 実際に何が起こったのか』（G・リューデマン、日本基督教団出版局） 2001年7月

## 参考
- J-GLOBAL 研究者情報